# Franz Ernst Heinrich Spitzner
Franz Ernst Heinrich Spitzner (Trebitz, 1787. október 31. – Lutherstadt Wittenberg, 1841. július 2.) német nyelvész, szerző, klasszika-filológus, egyetemi tanár és író. Főleg a homéroszi kérdések körében kutatott. A Wittenbergi Egyetemen Christian Lobeck (1781–1860) diákja volt.